# Артилерійський постріл

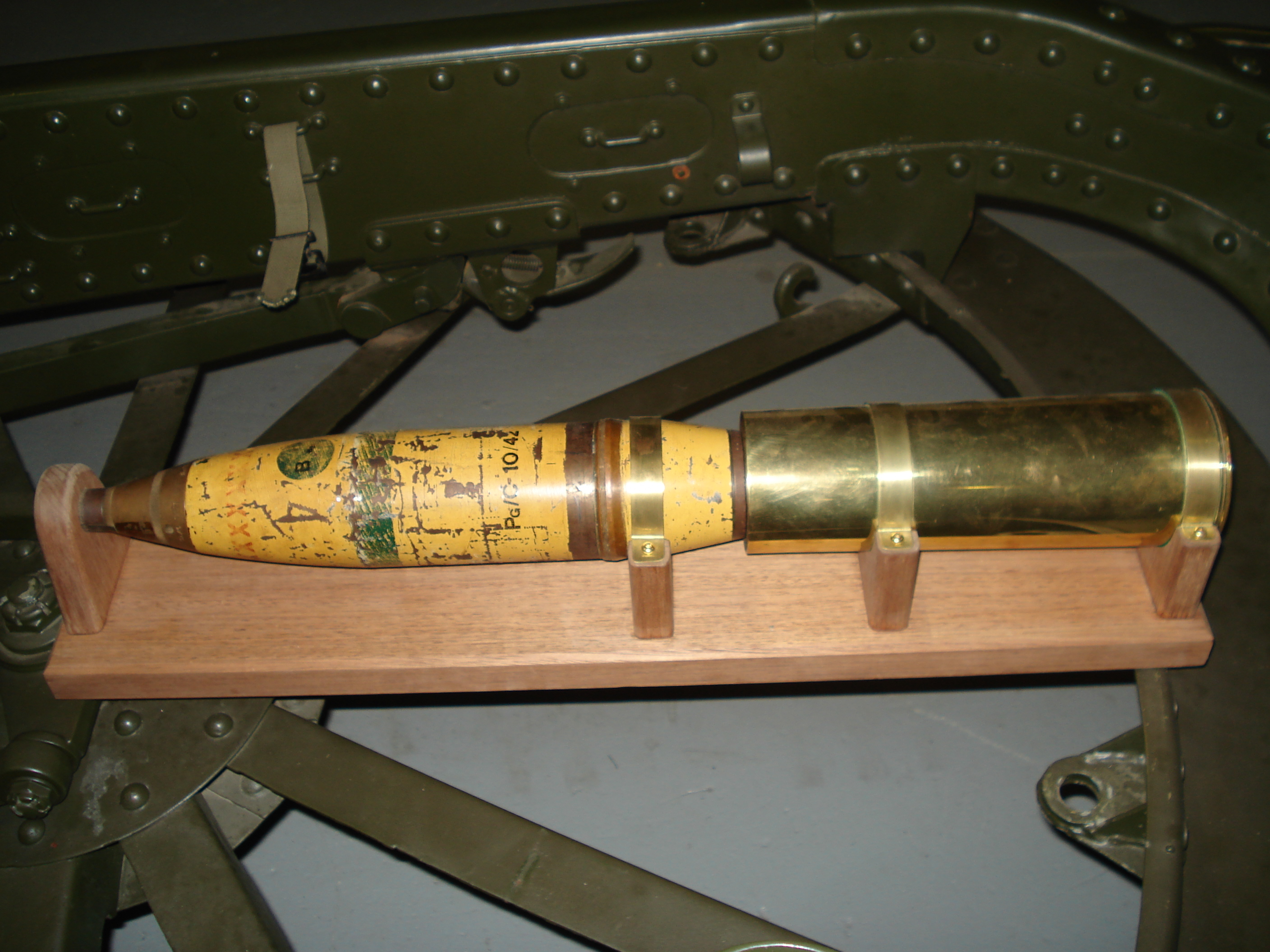
Роздільно-гільзове заряджання: окремо осколково-фугасна граната і гільза із зарядом пороху (QF 25 pounder)

Артилерійський постріл — комплект елементів артилерійських боєприпасів для одного пострілу: снаряд (міна) з детонатором (трубкою), пороховий заряд у гільзі або картузі (мішку), засіб займання заряду і допоміжні елементи (флегматизатори, розміднювачі, полум'ягасники, обтюратори, пижі та ін.)

Роздільно-картузове заряджання корабельної гармати. Снаряд позначений зеленим, картуз — жовтим.

## Класифікація
За своїм призначенням артилерійські постріли діляться на:
- бойові — для бойової стрільби; практичні — для навчання стрільби гарматних розрахунків і екіпажів танків (снаряд — інертного спорядження, детонатор — зхолощений);
- навчально-тренувальні — для навчання прийомам заряджання та стрільби, а також поводження з боєприпасами (елементи пострілу — інертного спорядження або макети);
- холості — для імітації бойової стрільби, а також для артилерійських салютів і сигналів (замість снаряду — спеціальний пиж або підсилена кришка, заряд спеціальний, який не викликає розпалу ствола).

За способом заряджання розрізняють артилерійські постріли:
- патронного заряджання, в яких всі елементи з'єднані в одне ціле — унітарний патрон, а гармата заряджається в один прийом;
- роздільного гільзового заряджання — пороховий заряд у гільзі не з'єднаний зі снарядом, а гармата заряджається в два прийоми — снаряд, бойовий заряд[de];[1]
- роздільного картузного заряджання — елементи містяться роздільно, а заряджання гармати здійснюється в кілька прийомів.

Також існують напівунітарні — заряджаються як унітарні в один прийом, але є можливість змінювати метальний заряд (снаряд не закріплений у гільзі або гільза має знімне дно тощо)

## Будова
Основні складові
- Снаряд
- Підривач
- Пороховий заряд
- Засіб запалення заряду (капсульна втулка)
- Гільза. Снарядні гільзи також іноді називають «стаканами»[2] чи «склянками»[3]

Допоміжні
- Розміднювач
- Обтюратор
- Запальник
- Флегматизатор
- Полум'ягасник